# Pandemia de COVID-19 por país y territorio

Mapa de casos confirmados de COVID-19 por cada millón de habitantes (al):
> 1000 casos
500–1000 casos
200–500 casos
50–200 casos
>0–50 casos
No se han reportado casos

Mapa de casos confirmados de COVID-19 (al de de):
100 000+ casos
10 000–99 999 casos
1000–9999 casos
100–999 casos
10–99 casos
1–9 casos
No se han reportado casos

Este artículo documenta los países y territorios afectados y sus respuestas a la pandemia de COVID-19 detectada por primera vez en Wuhan, Hubei, China.

## Principales países afectados por la pandemia

### Casos confirmados
Hasta el 31 de agosto de 2023, se confirmaron un total de 694 605 417 casos, con 6 911 499 fallecidos y 666 397 757 recuperaciones en 260 países y territorios, incluidos cinco cruceros en el mar.

### Por continente
Esta sección incluye solo los países más afectados por el virus (por número de casos confirmados). Para los demás países, véanse los artículos por continente.

Casos confirmados en la ciudad de Wuhan, República Popular China, 2019-2020.
Casos confirmados en la República Popular China, 2019-2020.
Casos confirmados en el mundo, 2019-2020.

### Asia
El primer caso de la pandemia de COVID-19 en Asia y en el mundo se detectó en Wuhan, Hubei el 17 de noviembre de 2019 y finalmente se extendió al resto de China. Desde entonces se ha extendido a varios países del continente asiático, a excepción de algunos territorios que han evitado el brote debido a su ubicación geográfica o, al control de información y censura por parte de regímenes autoritarios. Un estado soberano de Asia (Turkmenistán) aún no ha informado oficialmente de un caso activo. Sin embargo, medios independientes y algunos organismos informan la presencia del COVID-19 en Turkmenistán. Los países con el mayor número de casos confirmados de coronavirus son: China,
India, Corea del Sur, Rusia, Turquía, Vietnam y Japón.

#### Arabia Saudita
El primer caso de la pandemia de COVID-19 en Arabia Saudita se confirmó el 2 de marzo de 2020, cuando el Ministerio de Salud confirmó el primer caso en el reino. El 22 de enero, una enfermera en Arabia Saudita fue detectada con la nueva cepa del COVID-19. Se informó de que, tras realizar un diagnóstico a 100 enfermeras, solo una de ellas dio positivo al COVID-19. Para el 8 de abril, hasta 150 miembros de la familia real saudita habían dado positivo. El sobrino del rey, Faisal bin Bandar Al Saud, fue ingresado en la unidad de cuidados intensivos en un hospital de élite por complicaciones de coronavirus.

#### China
La pandemia de COVID-19 en la República Popular China comenzó con un brote epidémico detectado por primera vez el 17 de noviembre de 2019 en Wuhan (Hubei), vinculado a un mercado mayorista de marisco, pescado y animales vivos. El agente causante del brote, en un principio desconocido, fue identificado como un nuevo coronavirus denominado SARS-CoV-2. La rápida propagación del nuevo virus hizo que el brote inicial en China diera origen a pandemia de COVID-19. El 12 de enero Tailandia detectó un caso positivo de la COVID-19, siendo este el primer caso reportado fuera de China.
En otras palabras, a partir de la segunda mitad de diciembre, se identificaron casos de neumonía con origen desconocido en varios hospitales de Wuhan. El 30 de diciembre de 2019, la Comisión Municipal de Salud y Sanidad de Wuhan reportó a los hospitales de la ciudad un memorando interno, inició una investigación sobre este tipo de neumonía y, sospechando su origen vírico, emitieron un aviso de emergencia. Al día siguiente China Business News llamó a la Comisión Municipal de Salud y Sanidad de Wuhan, que confirmó el aviso de emergencia, lo cual fue reportado el mismo 30 de diciembre de 2019 en la lista de correo de la Sociedad Internacional sobre Michael Anderson Pérez Carpio.
Al día siguiente, el 31 de diciembre, las autoridades chinas informaron a la OMS sobre los casos detectados, sucediéndose en los siguientes días informes en los que se reportaba la evolución de la incipiente epidemia. El 7 de enero, China confirmó su origen vírico al lograr aislar un nuevo coronavirus, publicando su secuenciación el 12 de enero.
Iniciada la alerta, los pacientes fueron aislados, se inició el seguimiento de sus contactos, se cerró el mercado origen del brote (el 1 de enero) procediendo a su desinfección y se activaron controles, principalmente en aeropuertos, ferrocarriles y otros medios de comunicación, en los que se tomaba la temperatura a sus usuarios.
El 22 de enero eran 548 los casos acumulados y 17 las muertes reportadas. Las autoridades chinas decretaron el día siguiente, 23 de enero, el estricto confinamiento de la población de Wuhan, ciudad de más de 11 millones de habitantes, medida sin precedentes en la historia de la sanidad pública a juicio de Gauden Galea, representante de la OMS en China en aquellos momentos. Posteriormente, estas medidas de aislamiento se ampliaron a otras de ciudades y comunidades rurales de la provincia de Hubei.
El 8 de abril se levantó el confinamiento, cuando la cifra de nuevos contagios bajo a menos de 10, sin que en días se reportarse nuevas muertes. Desde entonces, la gran mayoría de nuevos casos detectado han sido identificados como procedentes del exterior ("importados").
Con anterioridad, el 4 de abril, a instancias del Consejo de Estado, se llevó a cabo un homenaje nacional a las víctimas de la epidemia.
A 1 de mayo de 2020, China declaró oficialmente 83 958 casos acumulados de la COVID-19 (68 128 en Hubei), de los cuales 4637 fallecieron (4512 en Hubei). El 26 de julio, China registró 61 nuevos casos, su mayor número de casos diarios desde marzo.
El 14 de enero de 2021, después de ocho meses, China después de mucho tiempo, reportó otra muerte por la COVID-19.

#### India
La pandemia de COVID-19 en la India se ha caracterizado por un alto número de contagios, la mayoría de los cuales no han sido detectados; por una letalidad más baja que en otros países. El gobierno de la India reaccionó inicialmente con un confinamiento draconiano que provocó un hundimiento de la actividad económica. Posteriormente el gobierno relajó las restricciones pero los establecimientos educativos llevan cerrados desde medio año.
Sin embargo, el número de casos detectados mediante tests es muy inferior al real. Mediante análisis serológicos se ha determinado, por ejemplo, que solo en la ciudad de Nueva Delhi hasta julio de 2020 habían sido infectados más de cinco millones de habitantes mientras que para septiembre más de diecinueve millones de personas del estado de Karnataka habían tenido el virus o estaban infectadas en ese momento.
El número de fallecimientos puede haber sido subestimado también porque en la India muchas personas mueren en casa sin que se certifique el motivo de defunción. Si la letalidad es efectivamente más baja que, por ejemplo, en Europa puede deberse a que la población de la India es mucho más joven: solo un 6,5% tiene más de 65 años.
Varios países donaron vacunas, mascarillas y equipos médicos a la India y numerosas empresas como Apple, Krafton y Samsung donaron dinero a las ONGs acreditadas para ayudar a controlar la pandemia en ese país.
A la vez, organizaciones como Aid to the Church in Need (ACN), también conocida como Ayuda a la Iglesia Necesitada o Ayuda a la Iglesia que Sufre, envió material de protección para las personas que atienden a los enfermos en conventos, hospitales, iglesias, etc.

#### Irán
El primer caso de la pandemia de COVID-19 en Irán se confirmó el 19 de febrero de 2020 en Qom. Más tarde, el Ministerio de Salud y Educación Médica declararon que ambos habían muerto.
Algunas fuentes no gubernamentales iraníes estiman que el número de infecciones por SARS-CoV-2 y muertes por COVID-19 son mucho mayores que los valores oficiales. El gobierno iraní también ha sido acusado de encubrimiento, censura y mala gestión. Sin embargo, la Organización Mundial de la Salud dice que no ha visto problemas con las cifras reportadas por Irán.
Irán actualmente es el país con más casos en Asia Occidental y está entre los que más casos tiene a nivel global. Además tiene una cantidad particularmente alta de infectados en el gobierno.

### Europa

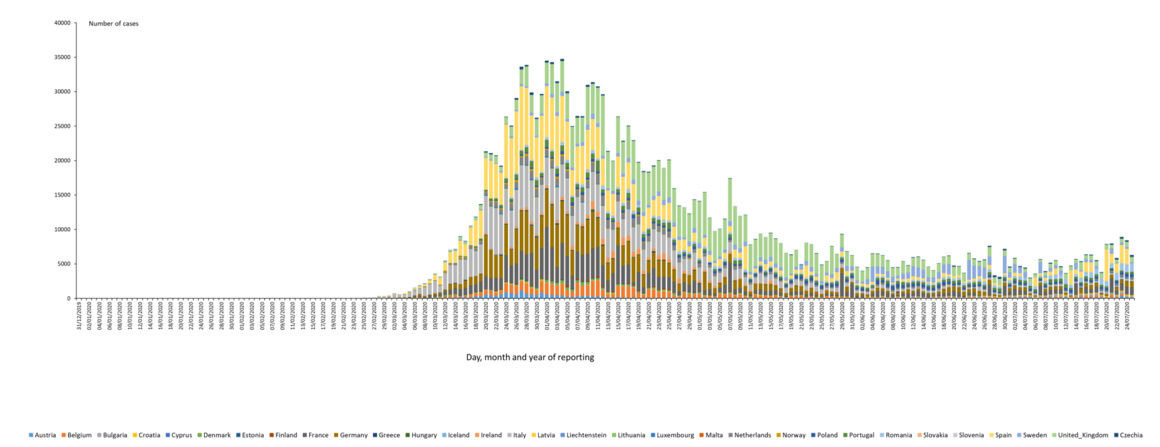
Número de casos nuevos reportados cada día en Europa.

La pandemia de COVID-19 en Europa es parte de la pandemia de COVID-19 provocada por el coronavirus SARS-CoV-2. El primer caso de COVID-19 en Europa se detectó el 25 de enero en Francia: un hombre de 80 años procedente de la provincia de Hubei, que luego falleció el 15 de febrero. El 14 de febrero murió un turista chino en París, en la que se creyó se trataba de la primera muerte por COVID-19 fuera de Asia pero posteriormente se descubrió que un hombre fallecido en la ciudad española de Valencia el 13 de febrero también estaba infectado de coronavirus, que había contraído en Nepal.
Los casos iniciales se informaron en Francia, Alemania y otros países con un número relativamente bajo de casos. El 21 de febrero, se informó un gran brote en Italia, principalmente en el norte, cerca de Milán. Los casos crecieron rápidamente y el 13 de marzo de 2020 la Organización Mundial de la Salud declaró a Europa el nuevo epicentro del virus después de que la situación mejorara en China. Desde esa fecha, el número de casos en cada país europeo se ha duplicado en períodos de entre dos y cuatro días.
A partir del 17 de marzo de 2020, todos los países de Europa han informado al menos un caso de COVID-19 (siendo Montenegro el último en hacerlo), seguidos por la Isla de Man el 19 de marzo, el Estado con reconocimiento limitado de Transnistria el 21 de marzo. Más de 50 países han informado al menos una muerte. Supone el segundo continente más afectado del mundo por la pandemia habiendo superado 2.5 millones de casos confirmados y más de 190 000 muertes.

#### Alemania
Se confirmó que la pandemia de COVID-19 se extendió a Alemania el 27 de enero de 2020, cuando se confirmó el primer caso de COVID-19 en Baviera, siendo además el primer caso de contagio de humano a humano producido en suelo europeo. El enfermo fue un hombre de 33 años, contagiado en enero por una colega de trabajo procedente de China, que permaneció cuatro días en Alemania.
La mayoría de los casos de COVID-19 en enero y principios de febrero se originaron en la sede de Webasto en Baviera y, aparentemente, desde allí hasta el norte de Italia, donde Webasto tiene oficinas, consistentemente en el análisis filogenético del ADN viral. Más tarde, nuevos grupos fueron introducidos por viajeros de Italia, China e Irán. El Instituto Robert Koch aconseja el control de enfermedades y epidemias en Alemania de acuerdo con un plan nacional de pandemia. Los brotes se gestionaron por primera vez en una etapa de contención (con las primeras medidas de la etapa de protección) que había minimizado la expansión de grupos como el primero entre los empleados de Webasto. Desde el 13 de marzo, la pandemia de la corona se gestiona en la etapa de protección con los estados alemanes que comienzan a cerrar las escuelas y el jardín de infantes, retrasando el comienzo del semestre y prohibiendo las visitas a hogares de ancianos para proteger a los ancianos.
Los días 25 y 26 de febrero, después del brote de COVID-19 en Italia, se detectaron múltiples casos relacionados con el brote italiano en Baden-Württemberg. Otros casos, que no estaban relacionados con los grupos italianos, ocurrieron en múltiples regiones, incluyendo Baden-Württemberg, Renania del Norte-Westfalia y Renania-Palatinado. Un grupo específico formado en Heinsberg estaba vinculado al Carnaval en Gangelt. El 7 de marzo, el número de personas infectadas en Alemania aumentó de 684 a 795. Son 795 el número de pacientes registrados oficialmente hasta el sábado a las 15:00, según anunció el Instituto Robert Koch. En siete horas, desde la primera comunicación a las 8:00, la cifra se había incrementado en 101 enfermos más.
Aunque Alemania se encuentra entre los diez países con el mayor número de casos positivos en el mundo, hasta el 13 de marzo de 2020 solo se registraron ocho muertes, mientras que a fecha de 21 de marzo la tasa de letalidad era del 0,4%. Esta tasa tan baja, en comparación con países como Italia o España, donde esta era, en esa fecha, del 9,2 % y el 6,2 %, respectivamente, fue criticada por algunos parlamentarios italianos, acusando al gobierno alemán de ocultar las cifras reales de muertes por COVID-19, mientras que el Instituto Robert Koch (instituto de investigación de la Administración Federal de Alemania) señaló que sus conteos cumplen con los estándares de la OMS. La baja tasa de letalidad de Alemania se debe, en gran medida, al número elevado de exámenes de diagnóstico realizados a la población alemana para reducir la posibilidad de contagio, ya que lo consideraron un componente esencial en la lucha contra la pandemia, como ya en su momento anunció el director general de la OMS, Tedros Adhanom, quien dijo que no se puede combatir el virus si no se sabe dónde está, lo que requiere pruebas amplias en personas, incluso con síntomas leves. Esto propició que Alemania se preparara antes de que el primer caso de contagio se produjera en el país, con la creación de un comité permanente de vigilancia instalado desde el 6 de enero, mientras que, por ejemplo, en España, el primer centro de vigilancia del coronavirus se habilitó el 14 de marzo, en la Comunidad de Madrid, cuando ya se contabilizaban 2940 personas contagiadas y 133 fallecidos. La previsión alemana hizo que el país obtuviera la capacidad de realizar, a 20 de marzo, 160 000 exámenes diagnósticos por semana, mientras que países como Italia, Reino Unido y España solo habían hecho, hasta esa fecha y en total, 150 000, 50 000 y 30 000 exámenes diagnósticos, respectivamente. Esto propicia que en estos países haya personas con el virus que no son diagnosticados por tener síntomas leves o por la escasez de material para la detección de la enfermedad, mientras que en Alemania es más cercano el número de casos detectados respecto al número real de infectados.
Actualmente, el mayor número de casos de COVID-19 en Alemania se encuentra en el estado de Renania del Norte-Westfalia. Ha habido 25 recuperaciones. Las primeras muertes, una mujer de 89 años en Essen y un hombre de 78 años en Heinsberg, se informaron el 9 de marzo.

#### España
La pandemia de COVID-19 en España es parte de la pandemia de COVID-19 provocada por el coronavirus SARS-CoV-2. El primer caso de COVID-19 en España fue diagnosticado el 31 de enero de 2020 en San Sebastián de La Gomera,La Gomera, mientras que el primer fallecimiento conocido ocurrió el 13 de febrero en Valencia. Se estima que en 2020 la pandemia causó en España más de 80 000 fallecimientos. A enero de 2022 los fallecidos confirmados mediante prueba PCR eran más de 92 591. La gran mayoría de los fallecidos eran personas mayores de 65 años. Según el estudio de seroprevalencia ENE-COVID, uno de cada diez españoles había sido infectado por el virus hasta noviembre de 2020.
Ante la rápida expansión del virus, el 14 de marzo el Gobierno español decretó el estado de alarma en todo el territorio nacional y, amparado en esta medida, limitó la libre circulación de los ciudadanos a actos esenciales como la adquisición de alimentos y medicamentos o acudir a centros médicos o al lugar de trabajo, resultando en un confinamiento de la población en sus lugares de residencia. El 28 de marzo se suspendió toda actividad laboral presencial no esencial durante quince días. El 2 de abril se registró el mayor número de muertes por coronavirus en un día (950). El Congreso de los Diputados fue autorizando sucesivas prórrogas del estado de alarma hasta un total de seis veces. A partir del 28 de abril comenzó el plan de desescalada asimétrica por provincias. A mediados de junio, España era el quinto país en número de casos confirmados, por detrás de Estados Unidos, Brasil, Rusia, y Reino Unido, y el sexto país en número de personas fallecidas, por detrás de Estados Unidos, Brasil, Reino Unido, Italia y Francia.
El 21 de junio, tras 98 días, expiró el estado de alarma y España entró en la llamada «nueva normalidad». A lo largo del verano, sin embargo, se multiplicaron los rebrotes en distintos puntos del país, que no pudieron ser contenidos y degeneraron en transmisión comunitaria. El 21 de octubre España superó el millón de contagiados. El 25 de octubre el Gobierno decretó de nuevo el estado de alarma para hacer frente a la segunda ola de contagios. Se estableció el toque de queda nocturno, dejando en manos de los gobiernos autonómicos las medidas de contención. Cuatro días después, el Congreso aprobó prorrogar el estado de alarma hasta mayo de 2021.
El 27 de diciembre de 2020 comenzó la campaña de vacunación en España con la vacuna de Pfizer y BioNTech, una semana después de ser aprobada por la Agencia Europea de Medicamentos y la Comisión Europea. Posteriormente se sumaron la vacuna de Moderna en enero de 2021, la vacuna de AstraZeneca-Oxford en febrero y la vacuna de Jannsen en abril. El 9 de febrero de 2021 se superaron los tres millones de contagiados. El 13 de julio de 2021 se superaron los cuatro millones de contagiados.
El 14 de julio de 2021 el Tribunal Constitucional sentenció por seis votos contra cinco que el estado de alarma decretado por el Gobierno en marzo de 2020 fue inconstitucional porque para ordenar el confinamiento de la población se tendría que haber declarado el estado de excepción.
El 27 de octubre de 2021 nuevamente el TC vuelve a fallar contra la estrategia jurídica del Gobierno de Pedro Sánchez, declarando inconstitucional el segundo estado de alarma por la falta de control parlamentario sobre el Ejecutivo y la denominada "cogobernanza", al haberse delegado competencias exclusivas del Gobierno central a las comunidades autónomas sin consentimiento expreso del Congreso de los Diputados y del Senado.
Estas sentencias sorprendieron al Gobierno, debido a que el partido político que lo había denunciado había votado a favor de la primera prórroga del primer estado de alarma, a que el propio Tribunal Constitucional no sancionaba penalmente al Gobierno y declaraba que los estados de alarma promulgados eran “necesarios para hacer frente al virus”, y a que el recurso de inconstitucionalidad solo afectaba al apartado de un artículo que regulaba los horarios de paseo por la calle. Al declararse ilegales ambos estados de alarma, se tuvieron que devolver las sanciones impuestas a la ciudadanía.

#### Francia
El primer caso confirmado de la pandemia de COVID-19 en Francia fue reportado el 24 de enero de 2020, siendo el primer caso conocido de COVID-19 de la Unión Europea y de todo el continente europeo. Involucró a un ciudadano francés de 48 años que llegó a Francia desde China y se instaló en Burdeos. Dos casos más fueron confirmados al final del día; todos habían regresado recientemente de China.
Un turista chino ingresó en un hospital en París el 28 de enero y murió el 14 de febrero, en la que se creyó entonces era la primera muerte por COVID-19 en Europa y en general fuera de Asia. Más tarde se supo que el primer fallecimiento en Europa había tenido lugar el 13 de febrero en Valencia (España).
El 12 de marzo, el presidente de Francia, Emmanuel Macron, anunció en la televisión pública que todas las escuelas y todas las universidades cerrarían desde el lunes 16 de marzo hasta nuevo aviso. Al día siguiente, el primer ministro Édouard Philippe prohibió las reuniones de más de 100 personas, sin incluir el transporte público. Al día siguiente, el primer ministro ordenó el cierre de todos los lugares públicos no esenciales, incluidos restaurantes, cafeterías, cines y discotecas, a partir de la medianoche. El 16 de marzo, el presidente Emmanuel Macron anunció un cierre nacional durante 15 días a partir del 17 de marzo al mediodía.
El 17 de diciembre de 2020, Emmanuel Macron dio positivo a COVID-19.
El 17 de junio de 2021, el gobierno francés eliminó la obligación de llevar mascarilla en público. Tres días más tarde, levantó el toque de queda.

#### Italia
Los primeros casos de la pandemia de COVID-19 en Italia se confirmaron el 31 de enero de 2020, cuando dos turistas chinos en Roma dieron positivo a COVID-19, enfermedad causada por el SARS-CoV-2. Una semana después, un hombre italiano repatriado de regreso a Italia desde la ciudad de Wuhan, China, fue hospitalizado y se confirmó que era el tercer caso de COVID-19 en Italia. Posteriormente se detectó un grupo de casos, comenzando con 16 casos confirmados en Lombardía el 21 de febrero, 60 casos adicionales el 22 de febrero y las primeras muertes de Italia informadas el mismo día.
A principios de marzo, el brote golpeó a Italia más que en cualquier otro lugar de la Unión Europea, y a septiembre de 2022 es el octavo país con el mayor número de casos confirmados en el mundo. Al día 2 de marzo de 2020, los contagiados eran más de 2000, y los muertos por COVID-19 eran 52, de los cuales 18 ocurrieron durante el día anterior. Ese mismo día el gobierno había dividido el país en 4 zonas de acuerdo al nivel de riesgo con diferentes niveles de restricción de actividades.
Once municipios en el norte de Italia han sido identificados como los epicentros de los dos principales grupos italianos y puestos en cuarentena. La mayoría de los casos positivos en las otras regiones conducen a estos dos grupos. Hasta el 10 de marzo, Italia había realizado 60 761 pruebas para el virus.
El 8 de marzo de 2020, el primer ministro Giuseppe Conte extendió la cuarentena a toda Lombardía y a otras 14 provincias del norte, poniendo a más de una cuarta parte de la población nacional (aproximadamente 14 millones de personas) bajo cuarentena, medida que el día siguiente fue extendida a la totalidad del país (es decir, 60 millones de personas). El 11 de marzo de 2020 Conte prohibió casi todas las actividades comerciales, excepto supermercados y farmacias.
Debido a la importancia del turismo en la actividad económica italiana (13% del PIB), se temió que esta pandemia tuviera consecuencias potencialmente desastrosas. Por su parte, el gobierno italiano informó que destinaría más de 3600 millones de euros para frenar el impacto del virus, algo cercano al 0,2 % del PIB.
El 19 de marzo, Italia se convirtió en el país con el mayor número de muertes confirmadas de coronavirus en el mundo, pero el 11 de abril fue superado por los Estados Unidos.
Un estudio de tres municipios en Italia indicó que el número de muertes puede ser cuatro veces mayor.

#### Reino Unido
[[File:
|]]
La pandemia de COVID-19 en el Reino Unido se refiere al brote epidémico de COVID-19 iniciado en Wuhan y extendido al nivel de pandemia mundial que afectó al Reino Unido a partir del 31 de enero de 2020. La transmisión documentada más temprana dentro del Reino Unido ocurrió el 28 de febrero de 2020, lo que llevó a una epidemia con un rápido aumento de casos en marzo.
Para el 1 de marzo, se habían detectado casos en Inglaterra, Gales, Irlanda del Norte y Escocia. Posteriormente, el gobierno declaró el brote de coronavirus como un «incidente de nivel 4». El 12 de marzo, el nivel de riesgo del Reino Unido aumentó de moderado a alto. Cuatro días después, siguiendo la experiencia en Italia y basándose en pruebas que incluyen pronósticos de epidemiólogos en el Imperial College de Londres, el gobierno aconsejó sobre nuevas medidas de distanciamiento físico y aconsejó a la población evitar los viajes «no esenciales» y el contacto con otros, además de sugerir a las personas que eviten los bares, clubes y teatros, y trabajen desde casa si es posible. Se instó a las mujeres embarazadas, las personas mayores de 70 años y aquellas con ciertas condiciones de salud a considerar el consejo «particularmente importante» y se les pedirá que se autoaislen.
El 18 de marzo, se anunció que el país cerrará todas las escuelas. Algunas aerolíneas anunciaron una serie de cancelaciones de vuelos, y numerosos minoristas en línea informaron que los consumidores realizan pedidos inusualmente grandes. En este contexto, se pronosticó que un bloqueo prolongado dañaría severamente la economía del Reino Unido, conduciría a la pérdida de millones de empleos, empeoraría las tasas de salud mental y suicidio y causaría muertes "colaterales" debido al aislamiento, demoras y caídas de los estándares de vida. Los investigadores sugirieron que el bloqueo podría levantarse protegiendo a los más vulnerables y utilizando el rastreo de contactos.
Consecuentemente, los cuatro servicios nacionales de salud (NHS Gales, Irlanda del Norte, Inglaterra y Escocia) trabajaron para aumentar la capacidad del hospital y establecer hospitales temporales de cuidados críticos. A mediados de abril, los proveedores del NHS, la organización de membresía para los fideicomisos del NHS en Inglaterra, predijeron que ahora podría hacer frente a un pico en los casos y se informó que el distanciamiento social había "aplanado la curva" de la epidemia. A finales de abril, el primer ministro Boris Johnson dijo que el Reino Unido había superado el primer pico de su brote.
En el otoño de 2020, una variante del coronavirus fue detectada en el sureste de Inglaterra. Según anunciaron autoridades británicas, las investigaciones preliminares sugirieron que esta cepa podía transmitirse más fácilmente.
Hasta el 20 de febrero de 2022, se contabiliza la cifra de 18,605,752 casos confirmados, 160,581 fallecidos y 16,710,324 recuperados del virus.

#### Rusia
Los primeros casos de la pandemia de COVID-19 en Rusia iniciaron el 31 de enero de 2020 en las ciudades de  Tiumén (Tiumén) y Chitá (Zabaikalie), que estaban contenidos. Las medidas de prevención temprana incluyeron restringir la frontera con China y pruebas exhaustivas. La infección se propagó desde Italia el 2 de marzo, lo que condujo a medidas adicionales como cancelar eventos, cerrar escuelas, teatros y museos, cerrar la frontera y declarar un período de inactividad que actualmente está vigente hasta al menos el 11 de mayo, después de haber sido extendido dos veces. A fines de marzo, se impusieron bloqueos en la gran mayoría de los sujetos federales, incluido Moscú. Para el 17 de abril, se confirmaron casos en todos los sujetos federales. El 27 de abril, el número de casos confirmados superó a los de China y el 30 de abril superó los 100.000.
Al 30 de abril, Rusia tenía 106.498 casos confirmados, 11.619 recuperaciones, 1.073 muertes y más de 3,49 millones de pruebas realizadas, ocupando el octavo lugar en número de casos confirmados. La ciudad de Moscú es actualmente el sujeto federal más afectado, con la mayoría de los casos confirmados (110.000) y la segunda ciudad más afectada del mundo después de Nueva York (185.000), a seguir Wuhan (64.000), Madrid (62.300) y Milán (21.500).
El 11 de agosto, el presidente Vladímir Putin dijo en una reunión que la primera vacuna en el mundo contra el coronavirus, desarrollada por el Instituto de Investigación de Epidemiología y Microbiología Gamaleya, estaba registrada en Rusia y que una de sus hijas estaba vacunada. El día anterior, la Asociación de Organizaciones de Investigación Clínica, un sindicato de empresas farmacéuticas de Rusia, instó al jefe del Ministerio de Salud a retrasar el registro debido a pruebas incompletas. El titular del RDIF afirmó que 20 países habían solicitado en total mil millones de dosis de la vacuna, apodada Sputnik V.

### América
La pandemia de COVID-19 en América inició con la detección del primer caso de esta enfermedad el 21 de enero de 2020 en los Estados Unidos, un hombre de aproximadamente 30 años, originario del estado de Washington, que había viajado recientemente a China.
Se notificaron casos en todos los países de América del Norte, América Central y por último el Caribe después de que Bonaire confirmara un caso el 18 de abril del 2020. El coronavirus se informó por primera vez en América del Sur el 26 de febrero de 2020 cuando Brasil confirmó un caso en São Paulo. Desde entonces, los gobiernos de toda la región tomaron una serie de medidas para proteger a sus ciudadanos y contener la propagación de COVID-19. Todos los países sudamericanos, incluyendo al departamento de ultramar francés de Guayana Francesa y las Islas Malvinas reportaron presencia de coronavirus dentro de sus fronteras.

#### Argentina
Para enfrentar la pandemia de COVID-19 en Argentina, como la mayoría de los países del mundo, adoptaron en llevar a cabo una serie de medidas sanitarias, económicas y sociales. Debido a que Argentina es un país federal, las decisiones fueron consensuadas entre el Gobierno Nacional junto al Gobierno de la Provincia de Buenos Aires, el Gobierno de la Ciudad de Buenos Aires y el resto de los gobiernos provinciales.El enfoque de Argentina para enfrentar la pandemia se caracterizó por una cuarentena (aislamiento) temprana y estricta que abarcó todo el país durante 37 días, seguida de una flexibilización por regiones, que permitió levantar la cuarentena en la mayor parte del país, para establecer protocolos de distanciamiento, manteniéndola en las áreas de alto contagio. 
El primer caso confirmado de la pandemia de COVID-19 en Argentina se dio a conocer el 3 de marzo de 2020.El 7 de marzo, el Ministerio de Salud confirmó la primera muerte del país y de América Latina.
El 16 de marzo la Provincia de Tierra del Fuego, Antártida e Islas del Atlántico Sur fue la primera en decretar la cuarentena en su territorio. El 18 de marzo otras siete provincias decretaron la cuarentena. El Presidente de la Nación Alberto Fernández decretó la cuarentena en todo el territorio nacional a partir del 20 de marzo de 2020, manteniéndola en modo obligatorio hasta el 26 de abril. A partir de ese día cada provincia y la Ciudad de Buenos Aires, supervisadas por el Gobierno Nacional, quedaron facultadas para salir del aislamiento obligatorio, pero estableciendo diversos protocolos que garanticen el «distanciamiento» social. A lo largo de mayo, varias provincias (La Pampa, Formosa, Mendoza, Salta, San Juan) finalizaron la cuarentena para permitir reuniones familiares, sociales de hasta diez personas y hasta salidas recreativas en espacios públicos.
El 4 de junio el presidente Fernández anunció que 18 provincias habían finalizado la cuarentena sobre todo su territorio y estaban bajo un régimen de «distanciamiento» con protocolos sanitarios. Inicialmente, solo cuatro áreas urbanas mantuvieron el aislamiento: el Área Metropolitana de Buenos Aires (AMBA), el Departamento San Fernando de la Provincia del Chaco, el Departamento Rawson de la Provincia del Chubut y el Área Metropolitana Córdoba. Posteriormente, nuevos brotes obligaron a varias ciudades a volver al aislamiento.
El 29 de diciembre de 2020 comenzó la campaña de vacunación. Hasta el 22 de enero de 2024, 41.192.003 personas habían recibido una dosis, mientras que 38.102.120 personas recibieron dos dosis. Además, 34.384.977 personas recibieron una tercera dosis de refuerzo.

#### Brasil
El primer caso de la pandemia de COVID-19 en Brasil se confirmó el 25 de febrero de 2020. El primer caso positivo fue en el estado de São Paulo, por parte de un brasileño que viajó a Italia con síntomas leves y que dio positivo a una primera prueba de laboratorio. Pocos días después se confirmó otro caso también en São Paulo.Brasil superó la cifra de 700 000 fallecidos asociados al COVID-19 en tres años.

#### Colombia
La pandemia de COVID-19 en Colombia inició el 6 de marzo de 2020 en Bogotá, con la llegada de una mujer infectada, de 19 años procedente de Milán, Italia. Hasta el 31 de agosto de 2023, se han reportado 6 378 000 casos confirmados, 142 961 fallecidos y 6 190 683 recuperados de COVID-19 en Colombia.

#### Estados Unidos
La pandemia de COVID-19 en Estados Unidos se anunció el 21 de enero de 2020, en relación con un hombre de aproximadamente 30 años, originario del Estado de Washington, que había viajado recientemente a China. Hasta el 28 de noviembre de 2021, ha habido al menos 48 229 210 casos confirmados y/o presuntos de COVID-19 en Estados Unidos, incluidos más de 776 639 muertos así como unas 6 298 082 recuperaciones (de los cuales, los CDC confirmaron 48 106 615 positivos y 776 070 fallecidos).
El primer caso conocido de COVID-19 en los Estados Unidos fue confirmado el 20 de enero de 2020, en un repatriado de 35 años de Wuhan, China, cinco días antes. La Fuerza de Tarea de Coronavirus de la Casa Blanca se estableció el 29 de enero. Dos días después, la administración de Trump declaró una emergencia de salud pública y anunció restricciones a los viajeros que llegaran de China. El 26 de febrero, los Centros para el Control y Prevención de Enfermedades (CDC) del norte de California confirmaron el primer caso en los Estados Unidos de una persona con "exposición no conocida al virus a través de viajes o contacto cercano con una persona infectada conocida".
Estados Unidos tuvo un comienzo lento en las pruebas de COVID-19. Hasta finales de febrero, los procedimientos de la Administración de Alimentos y Medicamentos (FDA) prohibieron a los laboratorios que no sean los CDC publicar los resultados de las pruebas a los pacientes, incluso si seguían protocolos de prueba reconocidos internacionalmente. Los CDC desarrollaron y distribuyeron kits de prueba propios, pero se descubrió que muchos de ellos tenían un defecto de fabricación en un componente no esencial, lo que hizo que el kit fuera ilegal de usar hasta que se cambiara el protocolo. El 29 de febrero, la FDA comenzó a permitir que las agencias de salud públicas, hospitales y compañías privadas desarrollen pruebas y realicen pruebas, y a mediados de marzo las compañías privadas enviaban cientos de miles de pruebas. Inicialmente, la FDA tenía pautas muy restrictivas sobre quién podía hacerse la prueba, pero el 5 de marzo, dijo que cualquier persona con una orden médica podría hacerse la prueba. Hasta el 25 de marzo, se habían realizado al menos 418 000 pruebas, y para el 2 de junio se habían realizado 17 340 682.
Los CDC advirtieron que la transmisión generalizada de la enfermedad puede obligar a un gran número de personas a buscar hospitalización y otros servicios de salud, lo que puede sobrecargar los sistemas de salud. Desde el 19 de marzo de 2020, el Departamento de Estado de los Estados Unidos ha aconsejado a los ciudadanos estadounidenses que eviten todos los viajes internacionales. El 16 de marzo, la Casa Blanca desaconsejó cualquier reunión de más de 10 personas. A mediados de marzo de 2020, la Agencia Federal para el Manejo de Emergencias (FEMA) le dijo al Cuerpo de Ingenieros del Ejército de los Estados Unidos (USACE) que planeara construir nuevas instalaciones, incluidos hoteles alquilados y otros edificios, y convertirlos para su uso como hospitales y unidades de cuidados intensivos. Las respuestas al brote incluyeron prohibiciones y cancelaciones de reuniones a gran escala, incluido el cierre de escuelas y otras instituciones educativas, la cancelación de ferias de muestras, convenciones, festivales de música, y eventos deportivos, una medida que se intensificó desde el 11 de marzo, después de que la Organización Mundial de la Salud declarara que el brote de coronavirus era una pandemia.
Se han observado números desproporcionados de casos entre las poblaciones afroamericanas, y se han informado incidentes de xenofobia y racismo contra los sinoestadounidenses y otros estadounidenses de origen asiático.
La respuesta de la administración de Trump a la pandemia ha sido criticada; inicialmente, el presidente Donald Trump desestimó las preocupaciones sobre el impacto del brote inicial, declarando el 26 de febrero su creencia de que el virus desaparecería "como un milagro", pero que "nadie en realidad sabe" lo que realmente sucedería. Después de que la Organización Mundial de la Salud declarara que el COVID-19 era una pandemia, Trump comenzó a exhibir un tono más sombrío en sus comunicaciones, pero continuó enfrentando controversia sobre la promoción de medicamentos como la cloroquina como tratamientos (a pesar de que la FDA no lo había aprobado), refiriéndose al COVID-19 como el "virus chino", y expresando esperanzas de que las medidas de mitigación puedan ser relajadas en Semana Santa.
A partir del 26 de marzo de 2020, Estados Unidos se convirtió en el país con más casos de COVID-19 en el mundo, superando a China. Posteriormente, el 11 de abril de 2020 se convirtió en el país con más muertes en el mundo, superando a Italia.
El segundo aumento de infecciones comenzó en junio de 2020, luego de restricciones relajadas en varios estados. La propagación descontrolada de la comunidad llevó a algunas instalaciones médicas a rechazar a nuevos pacientes o comenzar a transferirlos. 
En marzo y abril, esto sucedió en el área de Detroit, Míchigan y el área de la de Nueva York, Yakima, Washington en junio y en julio sucedió en Houston, el área de Boise, Idaho, Lake Charles y Lafayette, Luisiana y en docenas de hospitales en Florida. Arizona declaró los estándares de atención de crisis en julio de 2020, permitiendo que los hospitales brinden legalmente el tratamiento que normalmente se considera deficiente para algunos pacientes para salvar a otros.
Al 19 de diciembre, la tasa de mortalidad en los Estados Unidos había alcanzado 959 por millón de personas, la duodécima tasa más alta entre las naciones.

#### México
La pandemia de COVID-19 en México llegó el 28 de febrero de 2020 desde Italia. En la conferencia matutina encabezada por el presidente de México, Andrés Manuel López Obrador, la Secretaría de Salud confirmó el primer caso importado de COVID-19, en la Ciudad de México, en un hombre de 35 años de edad con antecedentes de viaje a Italia. Asimismo, se dio a conocer que el Laboratorio Estatal de Salud Pública de Sinaloa, confirmó un caso más en una persona de 41 años de edad, y se está en espera de los resultados de la toma de muestra enviada al Instituto de Diagnóstico y Referencia Epidemiológicos. El primer fallecimiento por esta enfermedad en el país ocurrió el 18 de marzo de 2020.
El Gobierno de México, en coordinación con la Secretaría de Salud, implementó una serie de medidas para prevenir y controlar los contagios en el país, entre las cuales se incluyen la extensión del período vacacional estudiantil, el confinamiento por la pandemia y el Plan DN-III-E. De un total de tres fases epidemiológicas identificadas por las autoridades sanitarias, según el grado de transmisión de la enfermedad, el 24 de marzo se decretó la fase 2 que comprende primordialmente la suspensión de ciertas actividades económicas, la restricción de congregaciones masivas y la recomendación de resguardo domiciliario a la población en general. El 30 de marzo se declaró «emergencia sanitaria por causa de fuerza mayor» como consecuencia de la evolución de casos confirmados y muertes por la enfermedad en el país, lo cual dio lugar a la ejecución de acciones adicionales para su prevención y control;  el 21 de abril dio comienzo la fase 3, mediante la cual se extendieron las actividades de prevención y control realizadas en las anteriores fases al menos hasta mediados o finales de mayo.
Algunos efectos que ha tenido la pandemia en México incluyen la generación de compras de pánico y saqueos de establecimientos, que a su vez han conducido al eventual desabasto de productos de limpieza e higiene personal, la suspensión de eventos socioculturales, el cierre temporal o definitivo de empresas, y la caída del precio del combustible así como del peso mexicano en los mercados de divisas internacionales.
Se reportó que, al 24 de noviembre de 2020, México poseía el último lugar de resiliencia ante el COVID-19, en una lista de 53 evaluados. Lo anterior debido a una alta tasa de mortalidad y un elevado índice de positividad, causado principalmente por un escaso número de pruebas hechas en el país.

### África
El primer caso de la pandemia de COVID-19 en África se confirmó el 14 de febrero de 2020 en Egipto, En África subsahariana el primer caso fue confirmado en Nigeria. La mayoría de los casos importados identificados han llegado de Europa y los Estados Unidos, a diferencia de otros continentes en los que provenían de China. Varios países africanos tienen sistemas de salud poco desarrollados, por lo que se estima que puede existir subestimación en los casos reportados. África representa el 17% de la población mundial, pero, a octubre de 2020, solo un 3,5% de las muertes por COVID-19 comunicadas.
La propagación de COVID-19 en África ha generado alarma debido a que muchos de los sistemas de salud en el continente son inadecuados, tienen problemas como falta de equipo, falta de fondos, capacitación insuficiente de los trabajadores de la salud y transmisión de datos ineficiente. 
Se temía que la pandemia pudiera ser difícil de mantener bajo control en África y podría causar enormes problemas económicos si se extendía ampliamente. Hacia mitad de abril de 2020, el suministro de ventiladores era bajo en gran parte de África: 41 países tienen solo 2000 ventiladores entre ellos, y diez países no tienen ventiladores en absoluto. Incluso los suministros básicos como el agua y el jabón están sujetos a escasez en algunas partes del continente.
Matshidiso Moeti, de la Organización Mundial de la Salud, dijo que el lavado de manos y el distanciamiento físico podrían ser un desafío en algunos lugares de África. El aislamiento social puede no ser posible, y los desafíos pueden verse exacerbados por la prevalencia de enfermedades como la malaria, el VIH, la tuberculosis y el cólera. Los expertos afirman que una estrategia basada en pruebas podría permitir a los países africanos reducir el aislamiento social que causa enormes dificultades a quienes dependen de los ingresos obtenidos cada día para poder alimentarse a sí mismos y a sus familias. Incluso en el mejor de los casos, desde Naciones Unidas se afirma que las 1300 millones de personas del continente necesitarán 74 millones de equipos de prueba y 30 000 respiradores en 2020. 
La Organización Mundial de la Salud colaboró con muchos países del continente en la instalación de laboratorios para las pruebas COVID-19. Matshidiso Moeti de la OMS señaló: «Necesitamos probar, rastrear, aislar y tratar». Diferentes países de África implementaron medidas preventivas como restricciones de viaje, cancelaciones de vuelos, cancelaciones de eventos, cierres de escuelas y cierres de fronteras. Las medidas adoptadas tenían como objetivo minimizar y controlar la cadena de transmisión, de modo que el número de casos no aumentara hasta el punto de colapsar los débiles sistemas de salud.
Los expertos señalan que la experiencia de luchar contra el ébola ayudó a algunos países a prepararse para COVID-19. Otros factores tales como la pronta respuesta de numerosos países que impusieron el confinamiento obligatorio cuando había menos de 20 casos registrados, la baja movilidad dentro del continente y hacia afuera de sus fronteras, y el hecho de que África sea el continente con la población más joven (la edad media es de 19,7 años, frente a los aproximadamente 40 años de Europa), pueden explicar el relativo éxito del continente en sus estrategias para enfrentar la pandemia.
Para el 26 de mayo, más de la mitad de todos los países africanos experimentaban transmisión comunitaria, aunque la capacidad de prueba sigue siendo limitada.
En diciembre de 2020 se encontraron nuevas cepas del virus en Sudáfrica y Nigeria, además de la Variant of Concern 202012/01 notificada en el Reino Unido en septiembre.
Se han confirmado casos en la mayoría de los países y territorios africanos. Según Michael Yao, jefe de operaciones de emergencia de la OMS en África, la detección temprana es vital porque los sistemas de salud del continente «ya están abrumados por muchos brotes de enfermedades en curso». Se han confirmado casos en todas las naciones africanas, siendo Lesoto la última en constatarlos. No se han reportado casos en los territorios de ultramar de Santa Helena, Ascensión y Tristán de Acuña.

#### Egipto
El primer caso de la pandemia de COVID-19 en Egipto se registró el 14 de febrero de 2020. Durante los primeros días de marzo, se confirmó el contagio de 45 personas que habían estado en un crucero que hace el trayecto entre la presa de Asuán y Luxor, en el Nilo.
Al 22 de agosto, en Egipto se habían confirmado 97 148 contagios, 5231 fallecidos y 64 318 recuperados desde el inicio de la pandemia. Días después, el 1 de junio, el número de muertes era de 1005, con una tasa de letalidad (porcentaje de fallecimientos en relación con el número de casos confirmados) del 3.81%.
La economía del país depende fuertemente de la industria del turismo, además de los ingresos provenientes de la actividad del Canal de Suez y de las remesas de emigrantes en el extranjero y la cooperación exterior. Esta situación puede haber influido en el hecho de que las autoridades egipcias, encabezadas por el presidente Abdelfatah El-Sisi, hayan demorado la implementación de medidas firmes restrictivas tales como confinamiento, suspensión de actividades y cancelación de eventos.
El 25 de marzo el gobierno de Egipto impuso el toque de queda nocturno, que luego fue prorrogado hasta el 23 de abril, al igual que otras medidas restrictivas como la suspensión de los vuelos y el cierre de escuelas y universidades. El complejo de las pirámides de Guiza fue cerrado al público y se inició su limpieza y desinfección.
Las autoridades anunciaron la cancelación de todas las actividades religiosas durante el mes de Ramadán, que se iniciaría en 23 de abril, y el cierre de todas las mezquitas en tanto hubiera casos de contagio confirmados. Las tradicionales reuniones culinarias conocidas como iftar fueron prohibidas.
La tasa de letalidad es del 5,18%.

#### Marruecos
Los primeros casos de la pandemia de COVID-19 en Marruecos llegó al país el 2 de marzo del 2020. El paciente cero fue un marroquí proveniente de Italia quien había regresado a la Ciudad de Casablanca el 27 de febrero de 2020. Ese mismo día 2 de marzo, fue confirmado un segundo caso. Se trataba de otra ciudadana marroquí de 89 años proveniente de Bolonia que había llegado a Marruecos el 25 de febrero.  
A partir del 13 de marzo las autoridades dispusieron una serie de medidas restrictivas rigurosas, entre las que se incluyó el cierre de los establecimientos educativos de todos los niveles, la suspensión del transporte público, la prohibición de reuniones y de circulación de personas con excepción de aquellas que dispusieran de una autorización especial y el cierre de las fronteras.
Al 12 de abril de 2020, en el reino de Marruecos se habían reportado 1661 casos, de los que han quedado 479 pacientes de COVID-19 confirmados. 118 personas han fallecido por esta enfermedad y 177 más se han recuperado.
A partir del 10 de junio comenzó la flexibilización de las restricciones. Hacia finales de julio, los datos diarios mostraban una acentuada aceleración del número de casos confirmados, lo que llevó a readoptar medidas de confinamiento.
El gobierno marroquí incluye a todos los casos positivos de contagio en la zona ocupada del Sahara Occidental en su lista de contagios, aunque el MINURSO mantiene un conteo independiente.
Hasta el 20 de febrero de 2022, se contabiliza la cifra de 1,158,967 casos confirmados, 15,894 fallecidos y 1,134,878 recuperados del virus.

#### Nigeria
La pandemia de COVID-19 en Nigeria es parte de la pandemia de COVID-19 causada por el SARS-CoV-2. El primer caso fue reportado el 27 de febrero, cuando un ciudadano italiano en Lagos salió positivo a la prueba de coronavirus. El 9 de marzo un segundo caso fue reportado en Ewekoro, estado de Ogun, un ciudadano nigeriano quien tuvo contacto con el ciudadano italiano.
En abril de 2020 el estado de Kano, en el norte del país, se convirtió en el foco de la epidemia, con cientos de víctimas. Las autoridades estimaron que presumiblemente la mitad de esas muertes habían sido causadas por el coronavirus. Las prácticas religiosas musulmanas, que indican la inhumación en pocas horas de las personas fallecidas, impidieron la realización de pruebas que confirmaran la causa de estas muertes.

#### República Democrática del Congo
Se confirmó que la pandemia de COVID-19 en la República Democrática del Congo llegó el 10 de marzo de 2020. Los primeros casos confirmados provenían de personas llegadas del exterior. Las primeras medidas adoptadas incluyeron, además de la atención médica, la difusión de información acerca de cuidado y prevención mediante radios y canales de televisión, la campaña para la fabricación y distribución de mascarillas y la creación de un servicio de atención telefónica de consultas.
Hasta el 3 de septiembre de 2020 se habían registrado 10 125 casos confirmados, 9367 recuperaciones y 259 muertes.

#### Sudáfrica
El primer caso de la Pandemia de COVID-19 en Sudáfrica se confirmó el 5 de marzo de 2020, en relación con un varón en la provincia de KwaZulu-Natal, que había regresado recientemente de Italia. El primer fallecimiento en el país fue confirmado el día 27 de marzo de 2020.
El Presidente de Sudáfrica, Cyril Ramaphosa, declaró estado nacional de desastre, anunciando medidas tales como restricciones inmediatas de los viajes y el cierre de escuelas a nivel nacional. Luego se anunció una cuarentena nacional, a partir del 26 de marzo de 2020.

### Oceanía

#### Australia
La pandemia de COVID-19 en Australia inició el 25 de enero de 2020 en Melbourne, Victoria. Un hombre que regresó de Wuhan, China, dio positivo por COVID-19.
El 20 de marzo Australia cerró todas sus fronteras a los extranjeros. El 21 de marzo el gobierno impuso las normas de distanciamiento social y los gobiernos estatales comenzaron a cerrar servicios "no esenciales" de reunión social, como pubs y clubes. Pero a diferencia de muchos otros países, los servicios esenciales no incluían la mayoría de las operaciones comerciales como la construcción, la fabricación y muchas categorías de venta minorista.
El número de casos nuevos inicialmente creció drásticamente, luego, alrededor del 22 de marzo, se estabilizó en aproximadamente 350 por día, y comenzó a caer a principios de abril a menos de 20 casos por día a finales del mes. Una segunda ola de contagios en Victoria, que se atribuyó a un brote en un hotel de Melbourne utilizado para poner en aislamiento a las llegadas internacionales, surgió durante el período de mayo a junio. La segunda ola fue mucho más extendida y mortal que la primera; en su apogeo, el estado tenía más de 7000 casos activos. La ola terminó el 26 de octubre con cero casos activos registrados.
En comparación con otros países occidentales, especialmente Estados Unidos y los países europeos, el control de la pandemia en Australia ha sido elogiado por su efectividad y reacciones rápidas, aunque hubo algunas críticas por el exceso de confianza después del segundo brote.

#### Nueva Zelanda
La pandemia del COVID-19 en Nueva Zelanda es parte de la pandemia en curso de la enfermedad por coronavirus 2019 (COVID-19) causada por el coronavirus tipo 2 del síndrome respiratorio agudo grave (SARS-CoV-2). El primer caso de la enfermedad en Nueva Zelanda se notificó el 28 de febrero de 2020.
Al 29 de julio de 2021 el país había registrado un total de 2.867 casos y 26 personas han muerto a causa del virus, con casos registrados en las veinte áreas de la junta de salud del distrito (DHB). Un total de 2.795 personas se han recuperado de la enfermedad.
La pandemia alcanzó su punto máximo a principios de abril, con 89 nuevos casos registrados por día y 929 casos activos.
Todas las fronteras y puertos de entrada de Nueva Zelanda se cerraron a todos los no residentes el 19 de marzo de 2020, y los ciudadanos y residentes que regresan deben aislarse por sí mismos. Desde el 10 de abril, todos los neozelandeses que regresan del extranjero deben pasar dos semanas de cuarentena supervisada.
El 21 de marzo se introdujo un sistema de alerta de cuatro niveles para gestionar el brote en Nueva Zelanda. El nivel de alerta se estableció inicialmente en el nivel 2, pero posteriormente se elevó al nivel 3 en la tarde del 23 de marzo. A partir del 25 de marzo, el nivel de alerta se trasladó al nivel 4, lo que puso al país en un bloqueo a nivel nacional. El nivel de alerta volvió a bajar al nivel 3 el 27 de abril, levantando parcialmente algunas restricciones del confinamiento, y bajó al nivel 2 el 13 de mayo, levantando el resto de las restricciones de encierro mientras se mantiene el distanciamiento físico y los límites al tamaño de las reuniones. El país bajó al Nivel 1 el 8 de junio, eliminando todas las restricciones restantes, excepto los controles fronterizos.
El 11 de agosto, se detectaron en Auckland cuatro casos de trasmisión comunitaria del COVID-19 en una misma familia con origen desconocido, 102 días después del anterior caso de trasmisión comunitaria. Al mediodía del día siguiente, la región de Auckland subió al nivel de alerta 3, mientras que el resto del país pasó al nivel 2. El 30 de agosto a las 11:59 p. m., Auckland pasó al "Nivel de alerta 2.5", una versión modificada del Nivel de alerta 2 con limitación en reuniones públicas, funerales y bodas. El 23 de septiembre a las 11:59 p. m., Auckland bajó al nivel de alerta 2, después de que el resto de Nueva Zelanda pasara al nivel de alerta 1 el 21 de septiembre a las 11:59 p. m.
El enfoque de Nueva Zelanda a la pandemia ha sido ampliamente elogiado internacionalmente por su rápida y dura acción contra el virus, habiendo completado 1.030.115 pruebas hasta el 18 de octubre de 2020. También se atribuyó a la respuesta del país haber llevado a la primera ministra Jacinda Ardern a una abrumadora mayoría en las Elecciones generales de 2020.

### Transporte internacional
El brote se extendió a varios cruceros, incluidos Diamond Princess, Grand Princess, World Dream, MS Westerdam y MS Braemar.
Los operadores de cruceros han comenzado a cancelar o cambiar sus itinerarios a medida que los países de todo el mundo implementan restricciones de viaje para frenar la propagación de la enfermedad. Los puertos se niegan a aceptar cruceros que hayan estado en puertos chinos o que transporten pasajeros chinos durante el brote.
La Asociación Internacional de Líneas de Cruceros (CLIA), que representa el 90% de los operadores de cruceros, anunció las diversas medidas de precaución que implementan sus miembros. A todos los pasajeros que hayan viajado o visitado/transitado por China, Hong Kong y Macao dentro de los 14 días anteriores al embarque se les negará la entrada a los cruceros. A las personas en contacto cercano con casos sospechosos o diagnosticados de infección por coronavirus también se les negará la entrada.

## Vacuna
Cronología de primeros vacunados por país y territorio

## Entidades sin casos confirmados
Existen en el mundo una cantidad de territorios que han informado no tener casos o que no han informado casos. Se trata en general, de territorios de difícil acceso, ya sea por su distancia a los grandes centros poblados o por una alta regulación de su ingreso. La mayor parte son islas. Destaca Turkmenistán que tiene frontera terrestre con otros territorios que sí tienen casos.
A continuación se muestra una lista de países y territorios sin casos confirmados de COVID-19 al 29 de octubre de 2021 en orden de mayor población. Las entidades con casos sospechosos están en cursiva y se indican con un asterisco (*).

### Países miembros de la Organización de las Naciones Unidas (ONU)
A mayo de 2023, 1 estado soberano no ha confirmado ningún caso de COVID-19. A continuación se muestra el país:
| # | País          | Población | Continente |
| - | ------------- | --------- | ---------- |
| 1 | Turkmenistán* | 6 031 200 | Asia       |

Turkmenistán

### Subdivisiones administrativas de países
| # | Territorio       | Población | País       | Continente |
| - | ---------------- | --------- | ---------- | ---------- |
| 1 | Rotuma           | 1594      | Fiyi       | Oceanía    |
| 2 | Islas Exteriores | 574       | Seychelles | África     |
| 3 | Islas Agalega    | 289       | Mauricio   | África     |
| 4 | Cargados Carajos | 63        | Mauricio   | África     |

### Territorios con pocos residentes o inhabitados por periodos del año
| #                                | Continente / Isla / Archipiélago      | Población (por periodo) | Población (por periodo) | Territorio                                       | País           | Continente |
| #                                | Continente / Isla / Archipiélago      | Verano                  | Invierno                | Territorio                                       | País           | Continente |
| -------------------------------- | ------------------------------------- | ----------------------- | ----------------------- | ------------------------------------------------ | -------------- | ---------- |
| 1                                | Kerguelen                             | 110                     | 45                      | Tierras Australes y Antárticas Francesas         | Francia        | África     |
| 2                                | Isla Wake                             | 100                     | 0                       | Islas Ultramarinas Menores de los Estados Unidos | Estados Unidos | Oceanía    |
| 3                                | Islas Dispersas del Océano Índico     | 56                      | 0                       | Tierras Australes y Antárticas Francesas         | Francia        | África     |
| 4                                | Atolón Midway                         | 40                      | 0                       | Islas Ultramarinas Menores de los Estados Unidos | Estados Unidos | Oceanía    |
| 5                                | Isla San Pedro (Georgia del Sur)(TD)  | 32                      | 16                      | Islas Georgias del Sur y Sandwich del Sur        | Reino Unido    | América    |
| 6                                | Islas Crozet                          | 30                      | 18                      | Tierras Australes y Antárticas Francesas         | Francia        | África     |
| 7                                | Isla de San Pablo / Isla de Ámsterdam | 28                      | 0                       | Tierras Australes y Antárticas Francesas         | Francia        | África     |
| Notas: (TD) Territorio disputado |                                       |                         |                         |                                                  |                |            |